# 痴情快婿
《痴情快婿》是1992年出品的一部香港電影，由陳勳奇執導，以喜劇故事為電影題材，黎明、周慧敏、鄭則仕、郭秀雲、陳勳奇等演出，於1992年3月19日至4月2日期間在香港上映。

## 情節介紹
故事講述韋漢是一名新加坡的反黑警察，馬青霞是其女友，馬青霞的父親馬六甲是已退休的黑幫老大。韋漢陪伴女友回港探望馬六甲，馬六甲得悉女兒的未婚夫竟然是警察，而且曾經在執勤時槍殺了販毒集團的首領，為免禍及女兒，於是想辦法拆散他們二人。販毒集團企圖暗殺韋漢及青霞，馬六甲帶領手下前來營救，卻被槍擊受傷，青霞與販毒集團交涉，結果被擄走。販毒集團脅持青霞，要求與韋漢見面，韋漢的朋友楊義陪同韋漢一起去與販毒集團會面，眾人爆發衝突，最後韋漢與楊義成功將販毒集團的老大消滅，救出青霞。

## 主要角色
- 黎明－韋漢，是一名新加坡的反黑警察。（粵語配音：黃志成）
- 周慧敏－馬青霞，韋漢的未婚妻。（粵語配音：黃玉娟）
- 鄭則仕－馬六甲，馬青霞的父親，是個已退休的黑幫老大。（粵語配音：盧雄）
- 陳勳奇－楊義，韋漢的朋友，為人重情重義。（粵語配音：朱子聰）
- 簡而清－杭叔，馬六甲的跟班。（粵語配音：陳欣）
- 徐少強－笑面虎（粵語配音：陳永信）
- 郭秀雲－蓉蓉（粵語配音：陸惠玲）
- 吳浣儀－娥姐（粵語配音：沈小蘭）

## 電影歌曲
- 主題曲：《真愛在明天》（作曲：黎沸揮；填詞：向雪懷；編曲：盧東尼；主唱：黎明、周慧敏）
- 插曲：《不羈舞台》（作曲：盧東尼；填詞：陳少琪；編曲：盧東尼；主唱：黎明）

## 外部連結
- 互联网电影数据库（IMDb）上《痴情快婿》的资料（英文）